# Нагрудний знак «За доблесть» (СБУ)
Нагрудний знак «За доблесть» — відомча заохочувальна відзнака Служби безпеки України.

## Історія нагороди
30 травня 2012 року Президент України В. Ф. Янукович видав Указ, яким затвердив нове положення про відомчі заохочувальні відзнаки; міністрам, керівникам центральних органів виконавчої влади, керівникам (командувачам) військових формувань, державних правоохоронних органів було доручено забезпечити в установленому порядку перегляд актів про встановлення відомчих заохочувальних відзнак, приведення таких актів у відповідність із вимогами цього Указу. Протягом 2012—2013 років була розроблена нова система заохочувальних відзнак, що була затверджена наказом Служби безпеки України від 25 січня 2013 року № 30 «Про відомчі заохочувальні відзнаки Служби безпеки України». Серед інших наказом була встановлена відзнака — нагрудний знак «За доблесть».

## Положення про відзнаку
- Нагрудним знаком «За доблесть» нагороджуються співробітники-військовослужбовці та працівники Служби безпеки України, які мають понад 5 років військової вислуги, за визначний особистий внесок у справу забезпечення державної безпеки України та бездоганну багаторічну службу (роботу).
- Протягом календарного року співробітників-військовослужбовців та працівників Служби безпеки України може бути відзначено в такій кількості: нагороджено нагрудним знаком «За доблесть» — до 1000 осіб.

## Опис відзнаки
- Нагрудний знак «За доблесть» виготовляється зі сплавів міді. Основу знака складає чотирипроменева зірка розміром 45×45 мм, на яку накладено рівносторонній хрест з розбіжними сторонами, покритий синьою емаллю. Посередині хреста — круглий медальйон з написом по зовнішньому колу білого кольору «За доблесть», над яким розміщено Державний Герб України.
- У центрі медальйона на синьому тлі розміщена фігура св. Георгія Переможця.
- Усі зображення і написи рельєфні.
- Зворотний бік відзнаки плоский, з номером та гвинтом для кріплення нагрудного знака до одягу.
- Планка відзнаки являє собою металеву пластинку, обтягнуту муаровою стрічкою синього кольору зі смужками білого та жовтого кольорів з країв. Розмір планки — 28×12 мм.

## Порядок носіння відзнаки
- Нагрудний знак «За доблесть» носиться з правого боку грудей після знаків державних нагород України та іноземних державних нагород.
- Замість нагрудного знаку нагороджений може носити планку, що розміщується після планок державних нагород України, іноземних державних нагород, планки нагрудного знаку «Відзнака Служби безпеки України».